# Чаща (Кировская область)
Чаща — деревня в Кикнурском районе Кировской области.

## География
Находится на расстоянии примерно 24 км по прямой на север от райцентра поселка  Кикнур.

## История
Известна с 1873 года как починок Чащинской или При речке Ошле 2-й, где было учтено дворов 6 и жителей 56, в 1905 (Чащинский или При речке Ошме) 20 и 159, в 1926 (Чащинская) 38 и 215, в 1950 (Чащинцы) 43 и 145, в 1989 году оставалось 142 человека. Нынешнее название закрепилось с 1978 года. В период 2006-2014 годов входила в Кокшагское сельское поселение. С 2014 по январь 2020 года входила в Кикнурское сельское поселение до его упразднения. 

## Население
Постоянное население  составляло 65 человек (русские 95%) в 2002 году, 29 в 2010.